# Бакленд (Огайо)
Бакленд (англ. Buckland) — селище (англ. village) в США, в окрузі Оґлез штату Огайо. Населення — 233 особи (2010).

## Географія
Бакленд розташований за координатами 40°37′26″ пн. ш. 84°15′37″ зх. д. / 40.62389° пн. ш. 84.26028° зх. д. (40.624019, -84.260393).  За даними Бюро перепису населення США в 2010 році селище мало площу 0,67 км², уся площа — суходіл.

## Демографія
Згідно з переписом 2010 року, у селищі мешкали 233 особи в 96 домогосподарствах у складі 64 родин. Густота населення становила 349 осіб/км².  Було 102 помешкання (153/км²).
Расовий склад населення:
| - 98,7 % — білих - 0,4 % — азіатів |

До двох чи більше рас належало 0,9 %. Частка іспаномовних становила 2,1 % від усіх жителів.
За віковим діапазоном населення розподілялося таким чином: 28,3 % — особи молодші 18 років, 57,5 % — особи у віці 18—64 років, 14,2 % — особи у віці 65 років та старші. Медіана віку мешканця становила 36,3 року. На 100 осіб жіночої статі у селищі припадало 102,6 чоловіків;  на 100 жінок у віці від 18 років та старших — 98,8 чоловіків також старших 18 років.
Середній дохід на одне домашнє господарство  становив 51 973 долари США (медіана — 46 406), а середній дохід на одну сім'ю — 57 785 доларів (медіана — 50 000). За межею бідності перебувало 10,4 % осіб, у тому числі 12,2 % дітей у віці до 18 років та 9,1 % осіб у віці 65 років та старших.
Цивільне працевлаштоване населення становило 139 осіб. Основні галузі зайнятості: освіта, охорона здоров'я та соціальна допомога — 27,3 %, виробництво — 22,3 %, науковці, спеціалісти, менеджери — 14,4 %, роздрібна торгівля — 7,9 %.